# Kanton Bierné
Bierné is een voormalig kanton van het Franse departement Mayenne. Het kanton maakte deel uit van het arrondissement Château-Gontier. Het werd opgeheven bij decreet van 21 februari 2014 met uitwerking op 22 maart 2015.

## Gemeenten
Het kanton Bierné omvatte de volgende gemeenten:
- Argenton-Notre-Dame
- Bierné (hoofdplaats)
- Châtelain
- Coudray
- Daon
- Gennes-sur-Glaize
- Longuefuye
- Saint-Denis-d'Anjou
- Saint-Laurent-des-Mortiers
- Saint-Michel-de-Feins